# Нурлы жол (пункт пропуска)
|  |

|  |

|  |

|  |

|  |

Нур Жолы (в переводе Светлый путь) — один из пяти пунктов пропуска на казахстано-китайской границе. С китайской стороной связан с КПП Хоргос. Открыт в 2018 году.

## Описание
Расположен Хоргоском тракте — участке трассы Западная Европа — Западный Китай, построенной в рамках концепции Новый шёлковый путь. Имеются коридоры для лиц с ограниченными возможностями (въезд/выезд), комната матери и ребенка, зал ожидания более 250кв.м, объекты общественного питания, Duty free (магазин беспошлинной торговли), санитарные комнаты, CIP и VIP залы. Наряду с КПП имени Б. Конысбаева на казахстанско-узбекистанской границе один из двух КПП где работает Сервис бронирования очереди на границе Республики Казахстан электронная очередь.